# アデム・アヴディッチ
アデム・アヴディッチ（セルビア語: Адем Авдић, ラテン文字転写: Adem Avdić、2007年9月24日 - ）は、セルビアのサッカー選手。ポジションはディフェンダー。

## 経歴

### レッドスター・ベオグラード
2024年4月5日、レッドスター・ベオグラードU-19からトップチームに昇格した。
2024年9月30日、レッドスターとの契約を2027年まで延長した。